# Heber Doust Curtis
| (23400) A913 CF | 11 februarie 1913 | mpc |

Heber Doust Curtis (n. 27 iunie 1872, Muskegon, Michigan, SUA – d. 9 ianuarie 1942, Ann Arbor, Michigan, SUA) a fost un astronom american. El a participat la 11 expediții pentru studiul eclipselor solare.

## Biografie
S-a născut pe 27 iunie 1872, fiul cel mare al lui Orson Blair Curtis și Sarah Eliza Doust.
A studiat la Universitatea din Michigan și la Universitatea din Virginia⁠(d), unde a obținut o diplomă în astronomie.
Din 1902 până în 1920, Curtis a lucrat la Observatorul Lick⁠(d), continuând studiul nebuloaselor inițiat de Keeler. În 1912 a fost ales președinte al Societății Astronomice a Pacificului.
În 1918, el a observat Messier 87 și a fost primul care a observat jetul polar⁠(d) pe care l-a descris drept "o rază dreaptă curioasă ... aparent conectată cu nucleul printr-o linie subțire de materie."
În 1920 a fost numit director al Observatorului Allegheny⁠(d). În același an, el a participat la Marea Dezbatere⁠(d) cu Harlow Shapley privind natura nebuloaselor și a galaxiilor, și dimensiunea universului. Curtis a susținut viziunea acceptată în prezent că există alte galaxii în afară de Calea Lactee.
Curtis a inventat de asemenea un tip de comparator de plăci de film în jurul anului 1925, permițând ca 2 plăci, fiecare 8×10 in, să fie comparate, folosind un set de prisme și plasând plăcile pe trepte stivuite și aliniate, mai degrabă decât una lângă alta, așa cum era norma; acest lucru a permis corpului dispozitivului să măsoare doar 60×51 cm. 
Acest dispozitiv este ambalat în lăzi și rezidat la Observatorul Lick⁠(d), după datele din august 2011.
Articolul său de descriere a aparatului apare în Publicațiile Observatorului Allegheny, vol. VIII, nr. 2.
În 1930, Curtis a fost numit director al observatoarelor Universității din Michigan, dar lipsa de fonduri în urma Marii Depresiuni a împiedicat construirea unui reflector mare pe care el îl proiectase pentru universitate la Ann Arbor. El a contribuit la dezvoltarea observatorului privat McMath–Hulbert la Lacul Angelus⁠(d).
El a murit pe 9 ianuarie 1942.

## Moștenire
- Telescopul Memorial Heber Doust Curtis.[8]

## Linkuri externe
- Marea Dezbatere
- Memoriu Biografic, Academia Națională de Științe
- Portrete ale lui Heber D. Curtis de la Arhiva Digitală de Înregistrări a Observatorului Lick, Colecția Digitală a Bibliotecii UC Santa Cruz Arhivat în 4 martie 2016, la Wayback Machine.